# 太平庄镇 (安达市)
太平庄镇，是中华人民共和国黑龙江省绥化市安达市下辖的一个乡镇级行政单位。

## 行政区划
太平庄镇下辖以下地区：
二村、十八村、二十五村、双兴村、北旺村、嫩河村和宽甸村。